# Carcinoma bronquíolo-alveolar
O carcinoma bronquíolo-alveolar é um termo que descreve certas variantes do câncer de pulmão, quando este surge nos bronquíolos distais ou nos alvéolos pulmonares, exibindo, inicialmente, um padrão de crescimento não-invasivo específico.

## Classificação

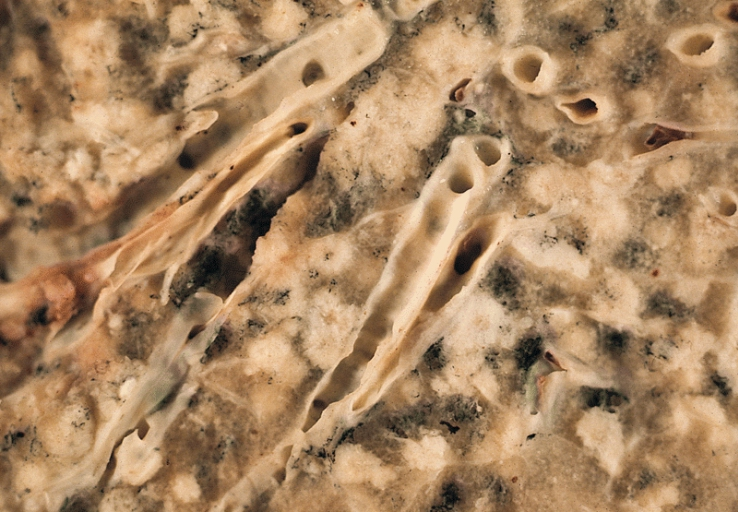
Fotografia de peça anatômica de pulmões acometidos por carcinoma bronquíolo-alveolar bilateral. A superfície do corte dos pulmões inflados com formalina mostra múltiplos nódulos acinzentados e pequenos com ausência de necrose, hemorragia ou distorção arquitetural. O curso dos brônquios, dentro do tecido pulmonar, está normal

O câncer de pulmão apresenta uma família de neoplasias malignas extremamente heterogênea, com mais de 50 variantes histológicas diferentes reconhecidas pela revisão de 2004 do sistema de classificação da Organização Mundial da Saúde ("WHO-2004"), atualmente, o esquema de classificação para câncer de pulmão mais utilizado. Pelo fato de essas variantes poderem apresentar grandes diferenças nas propriedades genéticas, biológicas e clínicas, incluindo a resposta ao tratamento, a correta classificação dos casos de câncer de pulmão é necessária para assegurar que os pacientes de câncer de pulmão receberão os melhores cuidados.
Aproximadamente 98% dos casos de câncer de pulmão são carcinomas, os quais são tumores compostos por células com características epiteliais. Os oito principais grupos de carcinomas de pulmão apontados pelo WHO-2004 são:
- Carcinoma de células escamosas
- Carcinoma de pequenas células
- Adenocarcinoma
- Carcinoma de grandes células
- Carcinoma adenoescamoso
- Carcinoma sarcomatoide
- Tumor carcinoide
- Carcinoma mucoepidermoide

Segundo a WHO-2004, os carcinomas bronquíolo-alveolares são um dos quatro subtipos histológicos específicos de adenocarcinoma de pulmão, junto do adenocarcinoma acinar, adenocarcinoma papilar e adenocarcinoma sólido com produção de mucina. Porém, aproximadamente 80% dos adenocarcinomas parecem conter dois (ou mais) desses subtipos. Os tumores multifásicos, como esses, são classificados em um quinto subtipo, denominado adenocarcinoma com subtipos mistos.
Há outros sistemas classificatórios propostos para o câncer de pulmão, incluindo o carcinoma bronquíolo-alveolar e outras formas de adenocarcinoma. O sistema de classificação de Noguchi para pequenos adenocarcinomas tem recebido atenção considerável, particularmente no Japão, mas não alcança uma aplicação e reconhecimento tão difundidos quanto o sistema da OMS.
Como outras formas de carcinoma de pulmão, o carcinoma bronquíolo-alveolar possui características clínicas e patológicas únicas, assim como o prognóstico e a resposta diferenciada aos tratamentos.